# مورمانسك - بي إن
مورمانسك-بي إن (بالروسية: Мурманск-БН ، بالإنجليزية: Mourmansk-BN) هو نظام حرب إلكترونية ساحلي متنقل، روسي الصنع مثبت على مركبة من نوع كاماز-5350، دخل الخدمة في عام 2014 في الجيش الروسي. بدأ تطوير نظام الحرب الإلكترونية هذا في عام 1992، ولكن تأخر ادخاله في الخدمة بسبب سقوط الكتلة السوفيتية.
إن نظام Murmansk-BN هو نظام تشويش على الاتصالات بعيد المدى مصمم خصيصًا لتعطيل بيئة المعلومات ومنع الخصم من تلقي وإرسال معلومات موجهة للأهداف، ويستهدف التشويش على شبكة HFGCS عالية التردد التابعة لحلف الناتو والولايات المتحدة الأمريكية.

## الوصف
هو نظام حرب إلكتروني ساحلي على الموجات القصيرة . يمكن للنظام إجراء عمليات استخبارات الإشارات (Signals intelligence) لاعتراض وقمع إشارات العدو على نطاقات تصل إلى 5000 كم، وإجراء التشويش على المستوى التشغيلي في نطاق الموجات القصيرة,.
الهدف الأساسي لـ Murmansk-BN هو التشويش على نظام الاتصالات العالمية عالي التردد في الغرب (HFGCS). حيث أن شبكة HFGCS هي شبكة عالمية من أجهزة الإرسال والتي توفر اتصالات القيادة والسيطرة بين الأنظمة الأرضية والطائرات والسفن العسكرية الأمريكية. ويقال إن شركاء واشنطن العسكريين في الناتو لديهم إمكانية الوصول إلى هذه الشبكة.

## الدخول للخدمة
في ديسمبر 2014، حصل الأسطول الشمالي الروسي على هذه المنظومة.
وفي عام 2017، دخل النظام إلى الخدمة في شبه جزيرة القرم مع مركز الحرب الإلكترونية (EW) التابع لأسطول البحر الأسود.
في نهاية عام 2018، دخل نظام Murmansk-BN الخدمة في مركز الحرب الإلكترونية المنفصل 841e التابع لأسطول البلطيق في منطقة كالينينغراد.
وفي أبريل 2022، لوحظ دخول النظام إلى الخدمة كجزء من الحرب الروسية الأوكرانية.

## المذكرات و المراجع
1. 1 2  "ODIN - OE Data Integration Network". odin.tradoc.army.mil. مؤرشف من الأصل في 2024-08-03. اطلع عليه بتاريخ 2024-08-03.
2. ↑  "Чем так крут Стратегический комплекс РЭБ "Мурманск-БН"". Пикабу. مؤرشف من الأصل في 2019-12-26. اطلع عليه بتاريخ 2021-10-16..
3. ↑  "'Murmansk' Electronic Warfare Complex Takes Root in Crimea - InformNapalm.org (English)". InformNapalm.org (English) (بالإنجليزية). 11 Sep 2015. Archived from the original on 2024-08-03. Retrieved 2021-10-16..
4. ↑  http://csef.ru/en/oborona-i-bezopasnost/505/mat-v-dva-hoda-kak-murmansk-bn-nejtralizuet-sily-nato-za-minuty-715%5Bوصلة+مكسورة%5Dقالب:Død+lenke
5. ↑  "Мат в два хода : как «Мурманск-БН» нейтрализует силы НАТО за минуты". tvzvezda.ru. 18 أكتوبر 2016. مؤرشف من الأصل في 2024-08-03. اطلع عليه بتاريخ 2021-10-16..
6. ↑  "Коротковолновый заслон". redstar.ru. مؤرشف من الأصل في 2024-08-03. اطلع عليه بتاريخ 2021-10-16..
7. ↑  "Военный Осведомитель". Telegram. مؤرشف من الأصل في 2024-08-03. اطلع عليه بتاريخ 2022-04-16.